# 石元泰博
石元 泰博（いしもと やすひろ、1921年6月14日 - 2012年2月6日）は、日本の写真家。

## 人物
アメリカ合衆国サンフランシスコ生まれ。3歳のときに、両親の故郷である高知県高岡町（現・土佐市）に移り住む。1939年、高知県立農業学校（現・高知県立高知農業高等学校）を卒業後に再渡米し、カリフォルニア大学農業スクールで農業を学ぶ。第二次世界大戦中の1942年から1944年まで、日系人の強制収容によりコロラド州南東部のアマチ収容所に収容され、この期間に写真に興味を持つようになる。1944年、沿岸の州への居住禁止を条件に解放され、シカゴに移住する。ノースウェスタン大学建築科から転じて、シカゴ・インスティテュート・オブ・デザインで写真を学び、1952年に卒業。在学中にモホリ・ナギ賞を2回受賞している。
1953年に再来日。ニューヨーク近代美術館建築部長のアーサー・ドレクスラー、建築家の吉村順三らとともに日本の伝統建築を調査し、1954年には1ヶ月にわたって桂離宮の撮影を行う。1955年、桑沢デザイン研究所講師。1957年、「日本のかたち」「桂離宮」で第1回日本写真批評家協会作家賞を受賞。1966年、東京造形大学教授。1969年、日本国籍を取得。1978年、「伝真言院両界曼荼羅」で芸術選奨文部大臣賞、日本写真協会年度賞、世界書籍展の「世界で最も美しい本」金賞を受賞。1993年、勲四等旭日小綬章受章。1996年、文化功労者。
日本的情緒を排除した作風で、迫真力、透徹した凝視力、骨太の造形的把握の逞しさが特徴。
2012年2月6日に東京都の病院で死去、90歳。1月下旬から肺炎と脳梗塞で入院、治療中だった。
石元の寄贈によって2014年6月、高知県立美術館に石元泰博フォトセンターが開設された。

## 写真展
- 個展、瀧口修造企画、タケミヤ画廊、1954年[2]。
- 個展「シカゴ、シカゴ」日本橋白木屋、1962年。
- 「山の手線・29」フォト・ギャラリー・インターナショナル、1983年
- 「HANA」フォト・ギャラリー・インターナショナル、1988年
- 「石元泰博―現在の記憶」東京国立近代美術館フィルムセンター展示室、1996年
- 「石元泰博―シカゴ、東京」東京都写真美術館、1998年
- 「Yasuhiro　Ishimoto:A　Tale　of　Two　Cities」シカゴ美術館、1999年
- 「石元泰博写真展1946-2001」高知県立美術館、2001年
- 「石元泰博写真展」水戸芸術館、2010年

## 写真集
- 丹下健三、W.グロピウス共著『桂　日本建築における伝統と創造』

造形社、イェール大学出版部、1960年、改訂版、1970年
- 『ある日ある所』芸美出版社　1958年
- 『シカゴ、シカゴ』美術出版社　1969年、毎日芸術賞受賞
- 『教王護国寺蔵　伝真言院両界曼荼羅』平凡社、1977年、芸術選奨文部大臣賞、日本写真協会賞年度賞受賞
- 『桂離宮　空間と形』磯崎新共著、岩波書店、1983年
- 『HANA』求龍堂、1988年
- 『石元泰博　日本の写真家26』岩波書店、1997年
- 『刻―moment』平凡社、2004年
- 『シブヤ、シブヤ』平凡社、2007年

## 関連文献
- 『石元泰博 日本の写真家26』（岩波書店、1997年）